# Tomo Gamulin
Tomo Gamulin (Jelsa, 28. travnja 1906. – Dubrovnik, 4. lipnja 1991., hrvatski biolog mora Dopisni član HAZU, marinski biolog, zooplanktonolog, ihtioplanktonolog, organizator znanstvenog rada, popularizator i povjesničar znanosti o moru, vrsni pedagog i mentor Tomo Gamulin, važio je kao veliki pobornik zaštite Jadrana od onečišćenja.

## Životopis
Gamulin se rodio u Jelsi na otoku Hvaru. U djetinjstvu ga je formiralo ribarsko okružje u neposrednoj blizini njegove rodne kuće u jelšanskoj luci. Oduševljavao se ribarskim gajetama i ribarskim družinama, koje su s bogatim ulovom pristajale uz obalu. U rodnoj Jelsi započeo je osnovnu školu koju je završio u Splitu. U Splitu je završio gimnaziju.
Na Filozofskome fakultetu u Ljubljani diplomirao je zoologiju, botaniku i geologiju. Na istom je fakultetu diplomirao 1939. godine. Doktorirao na planktonskim kopepodima temom Kvalitativna i kvantitativna istraživanja planktonskih kopepoda na dvjema postajama srednjodalmatinske obrade. Radio je u prosvjeti i poslije u znanosti. Bio je učitelj, gimnazijski i sveučilišni profesor (predavao zoologiju na zagrebačkom PMF-u). Radio je kao znanstveni suradnik Oceanografskom institutu u Splitu (1945. – 1947.) i Instituta za biologiju mora u Rovinju. Nakon toga prelazi u Dubrovnik gdje se najduže i zadržao. Ondje je od 1958. godine bio ravnatelj Biološkog instituta sve do 1990. godine. U Dubrovniku je osnovao Akvarij pri toj ustanovi. Potaknuo je neka se osnuje botanički vrt na Lokrumu. U Dubrovniku je organizirao istraživanje zooplanktona dubljeg mora kod Dubrovnika.
Znanstveni interes Tome Gamulina bilo je mriješćenje male plave ribe, ekologija životinjskog planktona (zooplanktona) odnosno ihtioplanktona Jadranskoga mora. Bio je i povjesničar znanosti. Proučavao je povijest istraživanja svjetskih mora. Autor brojnih znanstvenih, stručnih i znanstveno popularnih članaka (časopis Morsko ribarstvo, članci za ribare) na temu zooplanktona, jastoga,mriješćenja i područja mriješćenja srdele i povijesti istraživanja mora. Uređivao časopis Thalassia Jugoslavica 4 godine. Suradnik na priručniku profesora R. Riedla Fauna und Flora der Adria, 
Bio je vrsni znalac strukture populacije ukupnog zooplanktona u Jadranskom moru. Time je pridonio istraživanju Jadrana, jer je riješio mnoge probleme biologije male plave ribe, osobito srdele u Jadranu, zbog čega se može slobodno reći da je Gamulinovo istraživanje Jadrana obilježilo 20. stoljeća kao što su istraživanja zoologa Špira Brusine obilježila 19. stoljeće.
Proučio je život srdele u Jadranu: ovisnost količine planktona i njegove hranjive vrijednosti na njenu migraciju, to jest povlačenje srdele za vrijeme mrijesta u područja bogatija zooplanktonom, glavna područja mriješćenja srdele, osjetljivost na ekološke čimbenike, definirao doba dana kad ona ispušta spolne produkte te je studirao embrijski razvitak srdelinih jaja u ovisnosti o temperaturi mora. Također je radi zaštite jastoga želio proučiti njegov život, odnosno utvrditi doba razmnožavanja i zadržavanja ličinke u planktonu. Vrsni stručnjak za kalikoforne sifonofore.
1964. godine dobio je godišnju Nagradu grada Dubrovnika za osobit doprinos istraživanju Jadranskoga mora, 1989./90. nagradu Slobodne Dalmacije za životno djelo, a Prirodoslovno društvo mu je 1985. dodijelilo Plaketu Brusina zbog osobitog doprinosa popularizaciji znanosti o moru.
Član domaćih i inozemnih znanstvenih društava. Dopisni član HAZU od 1968. godine.

## Vanjske poveznice
- Digitalna zbirka Hrvatske akademije znanosti i umjetnosti Tomo Gamulin
- Metelgrad - detalji o autoru
- WorldCat Tomo Gamulin, Frano Kršinić: Kalikofore (Siphonaphora, Calycophorae) Jadranskog i Sredozemnog mora, Natura Croatica 2000.